# Och bergen svarade
Och bergen svarade är en roman av författaren Khaled Hosseini. Den utgavs första gången 2013 som And the Mountains Echoed och översattes samma år av Rose-Marie Nielsen till svenska. Boken utspelar sig, likt Flyga drake och Tusen strålande solar, i Afghanistan.

## Handling
Två syskon, Pari och Abdullah, växer upp i en fattig by i Afghanistan. En dag säljs Pari till en familj i Kabul, och Abdullah blir förtvivlad. Romanen behandlar deras saknad, deras jakt efter varandra och slutligen deras återförening.